# DI-RECT
DI-RECT is een Nederlandse band, bestaande uit Jamie Westland (drums), Frans 'Spike' van Zoest (gitaar), Bas van Wageningen (basgitaar), Paul Jan Bakker (gitaar) en Marcel Veenendaal (zang). De band is ooit begonnen met Tim Akkerman, die tien jaar lang de rol van leadzanger had, maar Akkerman stapte in maart 2009 uit de band en werd in november dat jaar opgevolgd door Marcel Veenendaal. Tegelijkertijd met Veenendaal trad ook toetsenist Vince van Reeken toe tot de band. Van Reeken stapte begin 2016 uit de band om zich meer te richten op het produceren en schrijven van nummers voor andere bands. Na jarenlang de versterking te zijn geweest op de live tours van DI-RECT, is Paul Jan Bakker in 2016 officieel tot de band toegetreden. DI-RECT komt oorspronkelijk uit Den Haag.

## Biografie
DI-RECT werd in 1999 opgericht door de vader van Jamie (Dick Westland) en Dennis van Hoorn, drummer van Najib Amhali en voormalig medewerker van Rock Palace. Het klikte meteen tussen de vier tieners, van wie de leeftijden tussen 15 en 19 jaar lagen.
Ze brachten een demo uit met vijf tracks, waaronder Just the way I do.
In Den Haag, traditioneel bekend als rockstad, trokken ze snel de aandacht en door optredens in het voorprogramma van Kane wonnen ze in het hele land aan bekendheid.
3FM-dj Rob Stenders kreeg in 2000 deze demo in handen en al snel werd de band een platencontract aangeboden.

### 2001-2002
In 2001 werd Just the way I do als debuutsingle uitgebracht en niet veel later volgde het eerste album, Discover. Bij het maken van hun album Discover werden ze bijgestaan door onder meer Kane en Daniël Lohues van de Drentse band Skik. Rob Stenders was er erg enthousiast over en gaf de band de nodige zendtijd, zodat het album in korte tijd de top van de Album Top 100 bereikte. Hierna werden nog de singles My generation (een The Who-cover), Inside my head en Free uitgebracht. Het album werd goud.
Het jaar daarop speelde DI-RECT op grote festivals, zoals Pinkpop, Koninginnedag op het Museumplein, Parkpop en Lowlands. Ook internationaal scoorde de band, onder andere met een nummer 1-hit in Indonesië.

### 2003
Het tweede album, Over the Moon, verscheen in 2003. Van het album kwamen Adrenaline (soundtrack van de gelijknamige film), She, Rollercoaster (een cover van de Haagse band Suburbs) en Don't kill me tonight op single uit.

### 2004-2005
In april 2004 ontving DI-RECT de TMF Award voor beste videoclip voor Rollercoaster.
Het derde album, All Systems Go!, werd opgenomen in het najaar van 2004 en verscheen in februari 2005. Hiervan is Hungry for love de eerste single, die meteen Alarmschijf werd op Radio 538 en Superclip op TMF.
De tweede single van dit album, Cool without you, werd een succes.
In de zomer speelde DI-RECT op diverse festivals, waaronder Pinkpop. Als speciale gast leverde Wibi Soerjadi een bijdrage aan het optreden van DI-RECT. De concertpianist werkte namelijk mee aan het album: het nummer Blind For You is een combinatie tussen rock en klassiek.
Eind juli werd de derde single van het album All systems go!, Webcam girl, in twee delen uitgebracht: op deel 1 de singleversie en een aantal livetracks van Pinkpop 2005, op deel 2 de Pinkpopversie van het nummer, de videoclip, de ‘making of’ van de video en het nummer Blind for you live op Pinkpop mét Soerjadi. De single werd vrijwel meteen Alarmschijf.
In september reisde de band voor drie weken naar de VS voor de ‘MTV Road Rally’, een wedstrijd waarin ze het tegen de Belgische punkband Nailpin opnamen. Het doel was om als snelste in een busje, zonder extra geld, met instrumenten van west naar oost te rijden en als eerste aan te komen in New York. Nailpin won uiteindelijk een optreden in New York.
Eind november verscheen de vierde single van het album: het nummer Blind for You met Wibi Soerjadi. Het nummer kwam op zeven binnen in de Single Top 100.

### 2006-2007
Het najaar van 2005 en het begin van 2006 stond vooral in het teken van het schrijven van nieuwe nummers voor het vierde album, dat in 2007 verscheen.
In 2006 speelde DI-RECT nog wel op een aantal festivals, waaronder Parkpop.
De groep kreeg ruzie (Tim trouwde en kreeg een kind en hield zich wat minder bezig met de band) en viel bijna uiteen. Later werd de ruzie weer bijgelegd.
Op 9 januari 2007 werd de eerste try-out gegeven van de theatershow. Op 15 januari 2007 was de officiële première in het Circustheater in Scheveningen. Op 29 januari 2007 verzorgde de band voor het eerst in Nederland een virtueel optreden via het populaire online spel Second Life. Dit optreden werd zowel live op tv bij het programma Re-action van TMF, als op internet via Second Life uitgezonden.
Op 2 maart 2007 verscheen het vierde studioalbum van DI-RECT, vernoemd naar henzelf. Het was echter al op verschillende filesharing-netwerken gelekt. DI-RECT had een eigenzinnige cover voor ogen met een foto van een blinde oorlogsveteraan, maar platenmaatschappij EMI had hier bezwaar tegen, omdat het niet commercieel genoeg zou zijn. Uiteindelijk is dit toch de cover geworden.
Eind 2007 werd hun vierde single, Bring down tomorrow, gekozen als titelsong voor de film Moordwijven (geregisseerd door Dick Maas).

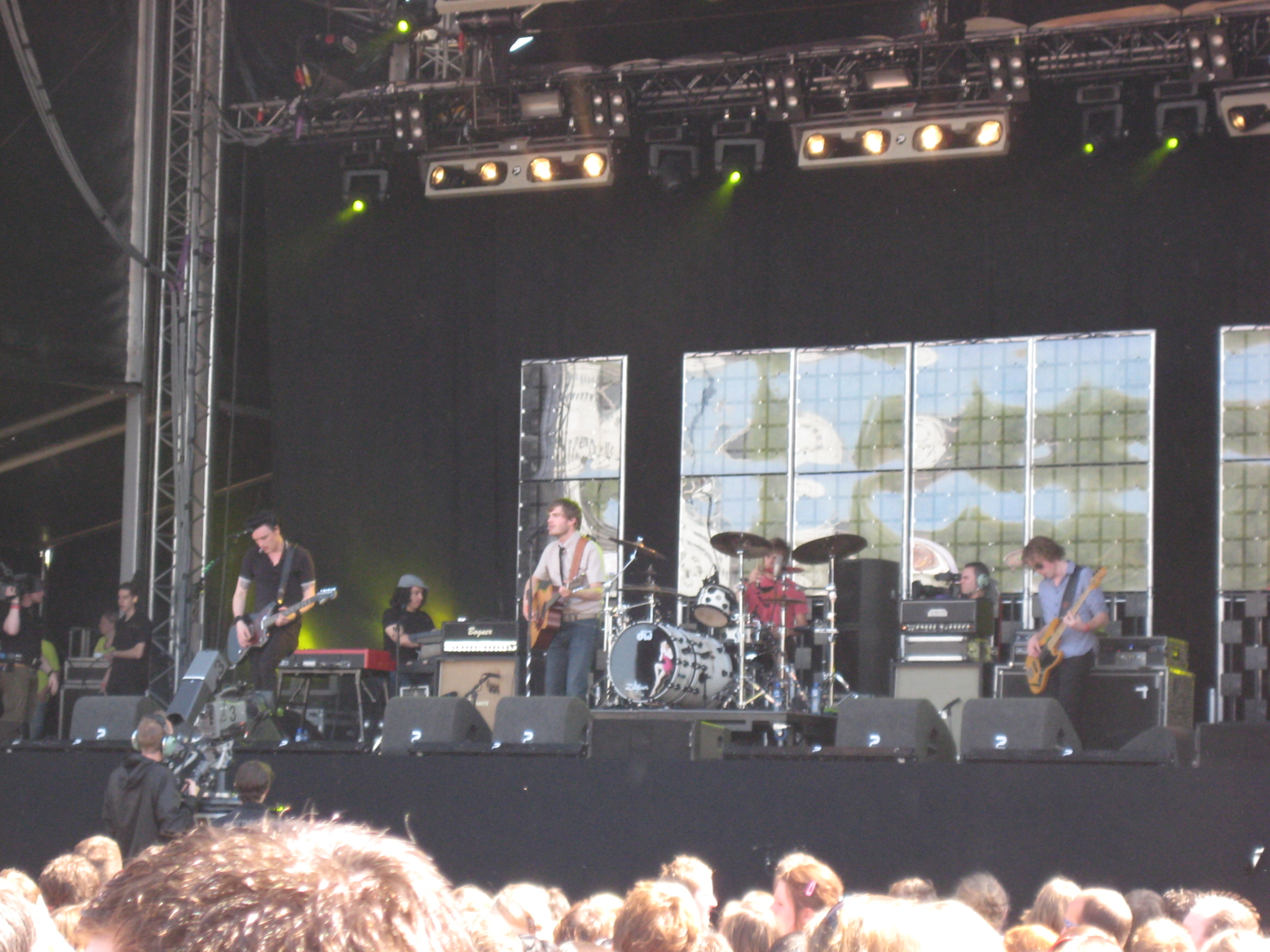
DI-RECT met de oude bezetting tijdens Bevrijdingsfestival Zwolle, 2008

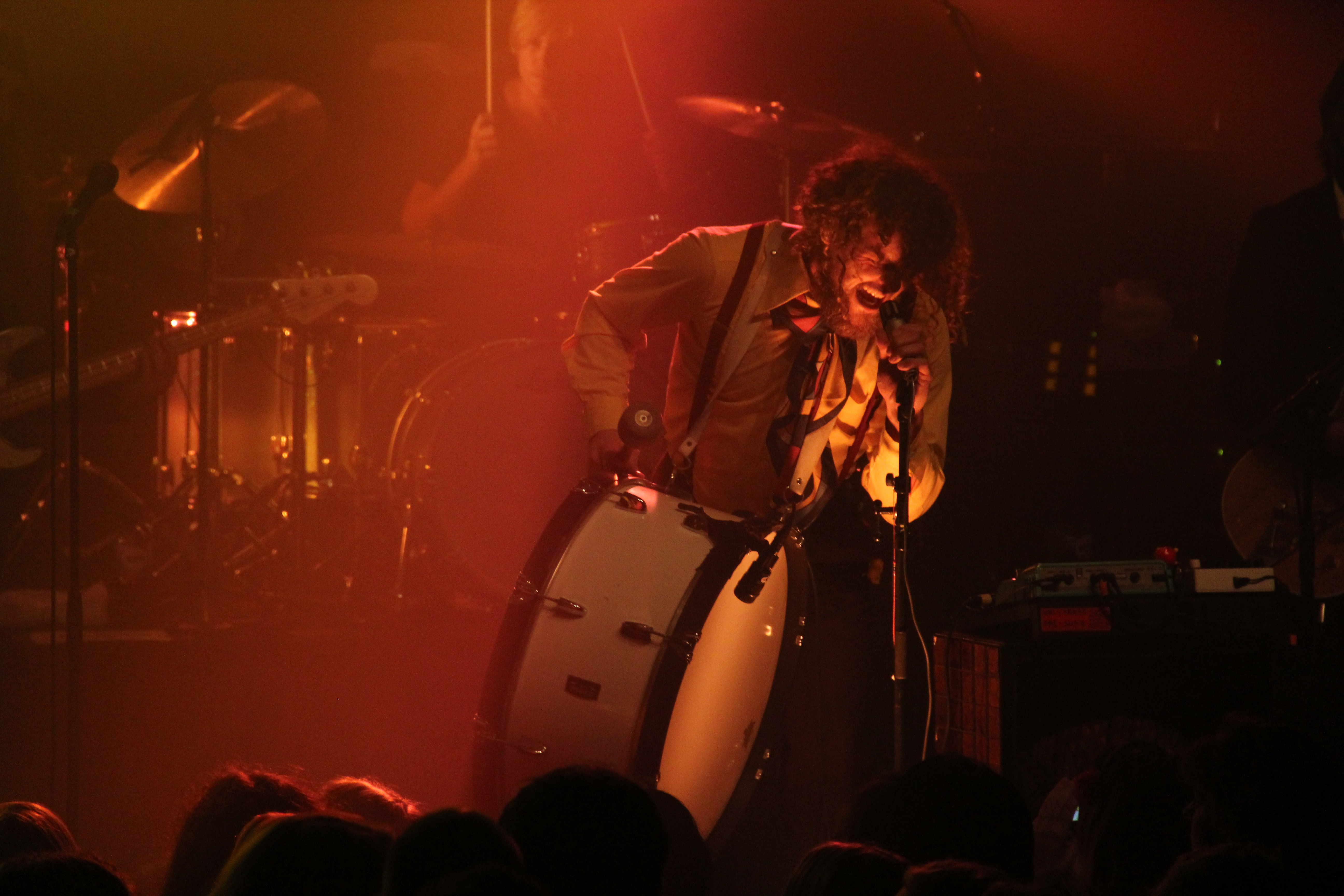
Zanger Marcel Veenendaal die sinds 2009 Tim Akkerman vervangt

### 2008
In de zomer van 2008 kwam een livealbum uit van de afgelopen theatertour. Vanaf oktober 2008 deed de band zeventig theaters aan met naar het Nederlands vertaald werk van Jan Rot van de The Who-opera Tommy. De première was in Rotterdam en regisseur Jos Thie had het concert vormgegeven.

### 2009
Op 12 maart 2009 maakte Tim Akkerman bekend dat hij uit DI-RECT stapte om zich te gaan richten op zijn solocarrière. Zijn laatste optreden met de band was op 10 april in het Luxor Theater in Rotterdam.
De zoektocht naar een opvolger werd door BNN uitgezonden (Wie is Di-rect?). Na een afvalrace werd op 8 november Marcel Veenendaal uiteindelijk door DI-RECT als nieuwe zanger gekozen.

## Discografie

### Albums
- De duif sessions (2019)

| Album                      | Verschijnen      | Label     | Hitlijsten | Hitlijsten | Opmerkingen                                 |
| Album                      | Verschijnen      | Label     | NL         | NL         | Opmerkingen                                 |
| Album                      | Verschijnen      | Label     | Piek       | Weken      | Opmerkingen                                 |
| -------------------------- | ---------------- | --------- | ---------- | ---------- | ------------------------------------------- |
| Discover                   | 12 november 2001 | Dino      | 14         | 68         | Studioalbum / Goud in Nederland             |
| Over the Moon              | 16 juni 2003     | Dino      | 2          | 26         | Studioalbum / Goud in Nederland             |
| All Systems Go!            | 18 februari 2005 | Dino      | 1 (1 wk)   | 28         | Studioalbum                                 |
| DI-RECT                    | 2 maart 2007     | Dino      | 2          | 9          | Studioalbum                                 |
| Live and Acoustic          | 2008             | Dino      | 14         | 8          | Livealbum                                   |
| Di-rect doet Tommy         | 13 november 2008 | Dino      | 53         | 7          | Nederlandstalige versie van rockopera Tommy |
| This Is Who We Are         | 14 mei 2010      | Dino      | 3          | 28         | Studioalbum / Goud in Nederland             |
| Time Will Heal Our Senses  | 24 oktober 2011  | EMI       | 6          | 21         | Studioalbum                                 |
| Live at Carré              | 30 november 2012 | Universal | 23         | 2          | Dvd                                         |
| Daydreams in a Blackout    | 4 april 2014     | Universal | 1 (1 wk)   | 17         | Studioalbum                                 |
| Rolling with the Punches   | 6 oktober 2017   | 8ball     | 6          | 5          | Studioalbum                                 |
| Wild Hearts                | 9 oktober 2020   | 8ball     | 2          | 21         | Studioalbum / Goud in Nederland             |
| Residentie Orkest Sessions | 3 februari 2023  | 8ball     | 6          | 3          | Livealbum                                   |
| Sphinx                     | 8 maart 2024     | 8ball     | 2          | 6          | Studioalbum / Goud in Nederland             |

### Singles
| Lied                                           | Verschijnen       | Album                     | Hitlijsten | Hitlijsten | Hitlijsten  | Hitlijsten  | Hitlijsten    | Hitlijsten    | Opmerkingen                                                                      |
| Lied                                           | Verschijnen       | Album                     | BE (VL)    | BE (VL)    | NL (Top 40) | NL (Top 40) | NL (Top 100)1 | NL (Top 100)1 | Opmerkingen                                                                      |
| Lied                                           | Verschijnen       | Album                     | Piek       | Weken      | Piek        | Weken       | Piek          | Weken         | Opmerkingen                                                                      |
| ---------------------------------------------- | ----------------- | ------------------------- | ---------- | ---------- | ----------- | ----------- | ------------- | ------------- | -------------------------------------------------------------------------------- |
| Just the Way I Do                              | 16 april 2001     | Discover                  | —          | —          | 24          | 4           | 36            | 8             | 3FM Megahit                                                                      |
| My Generation                                  | 2001              | Discover                  | —          | —          | tip4        | —           | 21            | 7             |                                                                                  |
| Inside My Head                                 | 25 januari 2002   | Discover                  | —          | —          | 8           | 13          | 14            | 19            | Alarmschijf / 3FM Megahit                                                        |
| Free (To Change the World)                     | 21 juni 2002      | Discover                  | —          | —          | 14          | 6           | 14            | 12            | Alarmschijf                                                                      |
| Adrenaline                                     | 15 november 2002  | Over the Moon             | —          | —          | 10          | 10          | 11            | 15            | 3FM Megahit                                                                      |
| She                                            | 2 mei 2003        | Over the Moon             | tip13      | —          | 2           | 13          | 3             | 15            | Alarmschijf / 3FM Megahit                                                        |
| Rollercoaster                                  | 15 augustus 2003  | Over the Moon             | —          | —          | 27          | 3           | 31            | 6             |                                                                                  |
| Don't Kill Me Tonight                          | 5 december 2003   | Over the Moon             | —          | —          | 21          | 7           | 41            | 10            | 3FM Megahit                                                                      |
| Als je iets kan doen (als Artiesten voor Azië) | 6 januari 2005    | —                         | —          | —          | 1 (4 wk)    | 9           | 1 (4 wk)      | 12            | Bestverkochte single van 2005 / Alarmschijf / 3FM Megahit / Platina in Nederland |
| Hungry For Love                                | 21 januari 2005   | All Systems Go!           | —          | —          | 4           | 15          | 6             | 13            | Alarmschijf                                                                      |
| Cool Without You                               | 22 april 2005     | All Systems Go!           | —          | —          | 4           | 11          | 15            | 9             | Alarmschijf                                                                      |
| Webcam Girl                                    | 29 juli 2005      | All Systems Go!           | —          | —          | 10          | 10          | 7             | 10            | Alarmschijf                                                                      |
| Blind for You (met Wibi Soerjadi)              | 21 november 2005  | All Systems Go!           | —          | —          | 13          | 10          | 7             | 15            |                                                                                  |
| A Good Thing                                   | 9 februari 2007   | DI-RECT                   | —          | —          | 2           | 12          | 3             | 12            | Alarmschijf / 3FM Megahit                                                        |
| I Just Can't Stand                             | 7 mei 2007        | DI-RECT                   | —          | —          | 36          | 2           | 38            | 4             |                                                                                  |
| Johnny                                         | 2 juli 2007       | DI-RECT                   | —          | —          | 26          | 5           | 2             | 7             |                                                                                  |
| Bring Down Tomorrow                            | 19 november 2007  | DI-RECT                   | —          | —          | tip2        | —           | 72            | 7             |                                                                                  |
| I Forget Your Name                             | 16 mei 2008       | —                         | —          | —          | tip3        | —           | 42            | 2             |                                                                                  |
| Times Are Changing                             | 9 november 2009   | This Is Who We Are        | —          | —          | 11          | 14          | 2             | 17            | 3FM Megahit / Goud in Nederland                                                  |
| This Is Who We Are                             | 23 april 2010     | This Is Who We Are        | —          | —          | 15          | 8           | 4             | 6             | Alarmschijf                                                                      |
| Hold On                                        | 14 mei 2010       | This Is Who We Are        | —          | —          | 23          | 8           | 69            | 8             | Alarmschijf                                                                      |
| Natural High                                   | 14 mei 2010       | This Is Who We Are        | —          | —          | 28          | 4           | —             | —             |                                                                                  |
| The Chase                                      | 9 september 2011  | Time Will Heal Our Senses | —          | —          | 22          | 5           | 27            | 6             | Alarmschijf / 3FM Megahit                                                        |
| Holiday                                        | 28 oktober 2011   | Time Will Heal Our Senses | —          | —          | tip16       | —           | —             | —             |                                                                                  |
| Young Ones                                     | 7 september 2012  | Time Will Heal Our Senses | —          | —          | 26          | 3           | 97            | 3             | Alarmschijf                                                                      |
| Say Something (met Kern Koppen)                | 16 november 2012  | Time Will Heal Our Senses | —          | —          | tip16       | —           | —             | —             |                                                                                  |
| Long Way Home                                  | 2012              | Time Will Heal Our Senses | —          | —          | tip3        | —           | —             | —             |                                                                                  |
| Where We Belong (met Fedde le Grand)           | 18 oktober 2013   | Daydreams in a Blackout   | —          | —          | 24          | 6           | 44            | 9             |                                                                                  |
| Invincible                                     | 8 december 2014   | Daydreams in a Blackout   | —          | —          | tip4        | —           | 99            | 1             |                                                                                  |
| Paper Plane                                    | 2014              | Daydreams in a Blackout   | —          | —          | tip10       | —           | —             | —             |                                                                                  |
| Move On                                        | 12 juni 2015      | —                         | —          | —          | tip16       | —           | —             | —             |                                                                                  |
| Here & Now                                     | 7 augustus 2015   | —                         | —          | —          | tip6        | —           | —             | —             |                                                                                  |
| Fired Up                                       | 26 augustus 2016  | —                         | —          | —          | tip10       | —           | —             | —             | NPO Radio 2 TopSong                                                              |
| One More Kiss                                  | 16 september 2016 | —                         | —          | —          | tip16       | —           | —             | —             |                                                                                  |
| Crazy Madonna                                  | 21 april 2017     | Rolling with the Punches  | —          | —          | tip22       | —           | —             | —             |                                                                                  |
| Devil Don't Care                               | 22 februari 2019  | Nothing to Lose (ep)      | —          | —          | tip1        | —           | —             | —             |                                                                                  |
| Be Strong                                      | 21 juni 2019      | Nothing to Lose (ep)      | —          | —          | tip17       | —           | —             | —             | NPO Radio 2 TopSong                                                              |
| Soldier On                                     | 21 februari 2020  | Wild Hearts               | —          | —          | 3           | 21          | 18            | 56            | Alarmschijf / NPO Radio 2 TopSong / Dubbelplatina in Nederland                   |
| Color                                          | 4 september 2020  | Wild Hearts               | —          | —          | 32          | 6           | —             | —             | NPO Radio 2 TopSong / 538 Favourite                                              |
| Wild Hearts                                    | 5 februari 2021   | Wild Hearts               | —          | —          | tip11       | —           | —             | —             | NPO Radio 2 TopSong                                                              |
| Through the Looking Glass                      | 1 april 2022      | Sphinx                    | —          | —          | 8           | 22          | 41            | 21            | NPO Radio 2 TopSong / Goud in Nederland                                          |
| 90s Kid                                        | 15 september 2022 | Sphinx                    | —          | —          | 24          | 7           | —             | —             | Alarmschijf / NPO Radio 2 TopSong / 3FM Megahit / 538 Favourite                  |
| How My Heart Was Won                           | 20 januari 2023   | Sphinx                    | —          | —          | 26          | 13          | 65            | 8             | NPO Radio 2 TopSong / 538 Favourite                                              |
| OMG It's Happening                             | 30 juni 2023      | Sphinx                    | —          | —          | 24          | 19          | —             | —             | NPO Radio 2 TopSong / 3FM Megahit / 538 Favourite                                |
| My Blood                                       | 2 februari 2024   | Sphinx                    | —          | —          | 18          | 24          | 73            | 5             | 538 Favourite                                                                    |
| Wastelands                                     | 21 juni 2024      | Sphinx                    | —          | —          | 37          | 5           | —             | —             | NPO Radio 2 TopSong / 538 Favourite                                              |

#### NPO Radio 2 Top 2000
| Nummers met noteringen in de NPO Radio 2 Top 2000 | '11  | '12-'13 | '14  | '15  | '16  | '17  | '18  | '19  | '20  | '21  | '22  | '23  | '24  |
| ------------------------------------------------- | ---- | ------- | ---- | ---- | ---- | ---- | ---- | ---- | ---- | ---- | ---- | ---- | ---- |
| 90s Kid                                           | ×    | ×       | ×    | ×    | ×    | ×    | ×    | ×    | ×    | ×    | -    | 1705 | 1369 |
| Devil Don't Care                                  | ×    | ×       | ×    | ×    | ×    | ×    | ×    | -    | 931  | 1443 | 1440 | 1784 | 1497 |
| How My Heart Was Won                              | ×    | ×       | ×    | ×    | ×    | ×    | ×    | ×    | ×    | ×    | ×    | 1796 | 438  |
| Inside my head                                    | 1741 | -       | -    | -    | -    | -    | -    | -    | 1904 | -    | -    | -    | -    |
| OMG It's Happening                                | ×    | ×       | ×    | ×    | ×    | ×    | ×    | ×    | ×    | ×    | ×    | -    | 1071 |
| Soldier On                                        | ×    | ×       | ×    | ×    | ×    | ×    | ×    | ×    | 12   | 14   | 19   | 18   | 14   |
| This Is Who We Are                                | -    | -       | 1982 | -    | -    | -    | -    | -    | 1738 | -    | -    | -    | -    |
| Through the Looking Glass                         | ×    | ×       | ×    | ×    | ×    | ×    | ×    | ×    | ×    | ×    | 869  | 285  | 311  |
| Times are changing                                | -    | -       | 1724 | 1288 | 1330 | 1319 | 1536 | 1373 | 721  | 1067 | 898  | 984  | 968  |
| Wild Hearts                                       | ×    | ×       | ×    | ×    | ×    | ×    | ×    | ×    | ×    | 1775 | 1663 | -    | -    |

1. ↑  Een '-' betekent dat het nummer niet was genoteerd, een '×' betekent dat het nummer nog niet was uitgebracht en een vetgedrukt getal geeft de hoogste notering van een nummer aan.
2. ↑  2011 was het eerste jaar met een notering voor Di-rect.

## Prijzen
- 2003: Edison in de categorie Nescafé Single van het jaar voor het nummer Inside my head.
- 2003: TMF Award in de categorie Beste Rock Nationaal.
- 2003: TMF Award in de categorie Beste videoclip met het nummer Adrenaline.
- 2021: Popprijs 2021.[4]
- 2021: Gouden Notekraker.
- 2023: Edison in de categorie Rock.[5]